# Marlieux
Marlieux és un municipi francès situat al departament de l'Ain i a la regió d'Alvèrnia-Roine-Alps. L'any 2007 tenia 758 habitants.

## Demografia

### Població
El 2007 la població de fet de Marlieux era de 758 persones. Hi havia 303 famílies de les quals 74 eren unipersonals (37 homes vivint sols i 37 dones vivint soles), 115 parelles sense fills, 102 parelles amb fills i 12 famílies monoparentals amb fills.
La població ha evolucionat segons el següent gràfic:
Habitants censats

### Habitatges
El 2007 hi havia 353 habitatges, 313 eren l'habitatge principal de la família, 19 eren segones residències i 20 estaven desocupats. 255 eren cases i 98 eren apartaments. Dels 313 habitatges principals, 175 estaven ocupats pels seus propietaris, 126 estaven llogats i ocupats pels llogaters i 12 estaven cedits a títol gratuït; 1 tenia una cambra, 37 en tenien dues, 62 en tenien tres, 80 en tenien quatre i 133 en tenien cinc o més. 234 habitatges disposaven pel capbaix d'una plaça de pàrquing. A 138 habitatges hi havia un automòbil i a 145 n'hi havia dos o més.

### Piràmide de població
La piràmide de població per edats i sexe el 2009 era:
| Homes | Edats   | Dones |
| ----- | ------- | ----- |
| 4     | 95 o +  | 0     |
| 4     | 90 a 94 | 0     |
| 8     | 85 a 89 | 8     |
| 0     | 80 a 84 | 0     |
| 12    | 75 a 79 | 16    |
| 40    | 70 a 74 | 24    |
| 8     | 65 a 69 | 20    |
| 8     | 60 a 64 | 8     |
| 28    | 55 a 59 | 16    |
| 20    | 50 a 54 | 28    |
| 8     | 45 a 49 | 8     |
| 20    | 40 a 44 | 32    |
| 12    | 35 a 39 | 20    |
| 28    | 30 a 34 | 20    |
| 40    | 25 a 29 | 36    |
| 12    | 20 a 24 | 20    |
| 24    | 15 a 19 | 12    |
| 24    | 10 a 14 | 24    |
| 24    | 5 a 9   | 32    |
| 24    | 0 a 4   | 28    |

## Economia
El 2007 la població en edat de treballar era de 475 persones, 390 eren actives i 85 eren inactives. De les 390 persones actives 370 estaven ocupades (196 homes i 174 dones) i 20 estaven aturades (13 homes i 7 dones). De les 85 persones inactives 42 estaven jubilades, 25 estaven estudiant i 18 estaven classificades com a «altres inactius».

### Ingressos
El 2009 a Marlieux hi havia 324 unitats fiscals que integraven 785,5 persones, la mediana anual d'ingressos fiscals per persona era de 19.824 €.

### Activitats econòmiques
Dels 35 establiments que hi havia el 2007, 1 era d'una empresa alimentària, 1 d'una empresa de fabricació de material elèctric, 3 d'empreses de fabricació d'altres productes industrials, 10 d'empreses de construcció, 6 d'empreses de comerç i reparació d'automòbils, 3 d'empreses d'hostatgeria i restauració, 1 d'una empresa d'informació i comunicació, 1 d'una empresa financera, 3 d'empreses de serveis, 3 d'entitats de l'administració pública i 3 d'empreses classificades com a «altres activitats de serveis».
Dels 17 establiments de servei als particulars que hi havia el 2009, 1 era una gendarmeria, 2 tallers de reparació d'automòbils i de material agrícola, 2 paletes, 3 guixaires pintors, 1 fusteria, 3 lampisteries, 1 electricista, 1 perruqueria, 2 restaurants i 1 agència immobiliària.
Dels 3 establiments comercials que hi havia el 2009, 1 era una botiga de més de 120 m², 1 una botiga de menys de 120 m² i 1 una fleca.
L'any 2000 a Marlieux hi havia 13 explotacions agrícoles que ocupaven un total de 819 hectàrees.

## Equipaments sanitaris i escolars
El 2009 hi havia 2 escoles elementals. Marlieux disposava d'un col·legi d'educació secundària amb 42 alumnes.

## Poblacions més properes
El següent diagrama mostra les poblacions més properes.